# Đời con bọ
Đời con bọ (tựa gốc tiếng Anh: A Bug's Life) là một bộ phim phiêu lưu hài hước sử dụng công nghệ hoạt hình máy tính năm 1998 của Mỹ do Pixar Animation Studios sản xuất và Walt Disney Pictures phát hành. Đạo diễn bởi John Lasseter và đồng đạo diễn bởi Andrew Stanton, bộ phim là câu chuyện về chú kiến hay có những hành động kỳ quặc, Flik, trên đường tìm kiếm những "chiến binh dũng mãnh" để giải cứu bầy đàn của mình khỏi đàn châu chấu tham lam, nhưng rốt cuộc lại chỉ đưa về một nhóm những con bọ làm việc trong gánh xiếc. Phim có sự tham gia lồng tiếng của các diễn viên Dave Foley, Kevin Spacey, Julia Louis-Dreyfus, Hayden Panettiere, Phyllis Diller, Richard Kind, David Hyde Pierce, Joe Ranft, Denis Leary, John Ratzenberger, Jonathan Harris, Madeline Kahn, Bonnie Hunt, Mike McShane và Brad Garrett. Phần nhạc nền được sáng tác bởi Randy Newman.
Bộ phim được lấy cảm hứng từ câu chuyện The Ant and the Grasshopper của Aesop. Quá trình sản xuất được bắt đầu một thời gian ngắn sau khi phát hành Toy Story năm 1995. Kịch bản được viết bởi Stanton, Donald McEnery và Bob Shaw. Những con kiến trong phim được thiết kế lại để trông hấp dẫn hơn, và bộ phận hoạt hình của Pixar đã sử dụng những kỹ thuật tiên tiến nhất trong công nghệ hoạt hình máy tính. Trong quá trình sản xuất, các nhà làm phim bị vướng vào một xung đột với DreamWorks Animation do một bộ phim tương tự của hãng này, Antz.
Bộ phim được phát hành vào ngày 25 tháng 11 năm 1998, và giành được thành công về thương mại, vượt qua đối thủ và thu về 363 triệu đô doanh thu phòng vé. Phim nhận được phản hồi tích cực về cốt truyện và hoạt hình từ giới phê binh, tuy nhiên vẫn có một số ý kiến chỉ trích do sự tương đồng với Antz. Bộ phim được phát hành nhiều lần dưới dạng băng đĩa.

## Tóm tắt nội dung
Flik, một con kiến có khả năng sáng chế, sống trong một đàn kiến ở một vùng khô cằn. Đàn kiến được lãnh đạo bởi công chúa Atta và nữ hoàng, mẹ của cô. Bầy kiến bị áp bức bởi một băng đảng châu chấu, đứng đầu bởi Hopper, những kẻ thường ép buộc đàn kiến phải cung cấp thức ăn cho chúng. Một ngày, khi mà toàn bộ thực phẩm dùng để cung cấp cho bầy châu chấu bị rơi xuống dòng nước do phát minh mới của Flik, một chiếc máy gặt tự động, gây ra, bầy châu chấu yêu cầu đàn kiến phải cống nạp gấp đôi như một cách đền bù. Do cảm thấy tức giận và phiền phức với Flik, đàn kiến đã lừa Flik rời tổ bằng cách chấp nhận kế hoạch thuê những "chiến binh bọ" để đánh lại bầy châu chấu của anh. Trong khi Flik thực sự tin tưởng kế hoạch này, những con kiến khác chỉ quan tâm đến việc họ sẽ được giải thoát khỏi Flik và rắc rối.
Khi đến được "thành phố", Flik lầm tưởng một gánh xiếc côn trùng vừa bị ông chủ P.T. Flea xa thải là những chiến binh mà anh đang tìm kiếm. Đồng thời, những con bọ này cũng lầm tưởng Flik là một chuyên gia tìm kiếm tài năng và chấp nhận đề nghị đi tới tổ kiến của anh. Khi đến nơi, đàn kiến và Flik nhận ra sự nhầm lẫn của họ khi xem màn biểu diễn chào mừng của bầy kiến. Dưới sự cầu xin của Flik, họ chấp nhận đóng giả những chiến binh để có thể tiếp tục nhận được sự chú ý và hiếu khách từ đàn kiến. Việc đụng độ với một con chim trước đó đã gợi ý cho Flik tạo ra một con chim giả để dọa bầy châu chấu. Trong khi con chim đang được chế tạo, Hopper dạy những con châu chấu khác về việc số lượng kiến áp đảo chúng như thế nào và lo lắng rằng đến một lúc nào đó bầy kiến sẽ chống lại chúng.
Khi con chim giả được hoàn thành, đàn kiến tổ chức tiệc ăn mừng. Khi bữa tiệc đang diễn ra, danh tính thật của đàn bọ bị bại lộ khi P.T. Flea đến để tìm chúng. Bị xúc phạm bởi sự dối trá của Flik, đàn kiến trục xuất anh và quay lại thu thập thức ăn cho bầy châu chấu một cách tuyệt vọng. Khi bầy châu chấu nhìn thấy những vật phẩm tầm thường mà đàn kiến giao nộp, chúng chiếm quyền kiểm soát cả đàn kiến, đòi lấy đi thực phẩm dự trữ cho mùa đông của đàn. Sau khi nghe lén được kế hoạch giết nữ hoàng của Hopper, Dot, em gái của Atta, đã đi tìm Flik và nhóm bọ, thuyết phục họ trở lại dùng con chim giả để cứu đàn kiến.
Kế hoạch dùng con chim giả gần thành công thì P.T. Flea, lầm tưởng đó là một con chim thật, đã đốt cháy và phá hủy nó. Hopper đánh Flik để trả thù và tuyên bố rằng kiến là loài hạ đẳng và tồn tại là để phục vụ loài châu chấu. Mặc dù vậy, Flik đã đáp trả là loài kiến thực ra là một loài độc lập mà không cần sự giúp đỡ từ châu chấu. Điều này đã cổ vũ toàn bộ đàn kiến và nhóm xiếc bọ đứng lên đánh đuổi bầy châu chấu khỏi tổ kiến. Hopper bị bắt bởi đàn kiến và khi sắp bị cho nổ thì trời bất ngờ đổ mưa. Trong khi đám kiến đang hỗn loạn, Hopper bắt cóc Flik và bay đi. Atta đuổi theo và giải cứu Flik sau khi những nỗ lực của đàn bọ gánh xiếc bị thất bại. Hopper tức giận săn đuổi họ và bị Flik lừa đến tổ của con chim mà anh đã đụng độ trước đó. Nhận nhầm con chim thật là giả, Hopper chế nhạo con chim trước khi hắn bị con chim bắt lấy và trở thành mồi cho chim con.
Một thời gian sau, những sáng chế của Flik cuối cùng cũng hoàn thiện và được đàn kiến đánh giá cao. Atta thú nhận tình cảm của mình với Flik. Đàn kiến công nhận Flik như một anh hùng, tổ chức tiệc chia tay với nhóm bọ gánh xiếc và mong rằng họ sẽ tiếp tục đến thăm trong những năm tới. Atta trở thành nữ hoàng và Dot trở thành người thừa kế cho ngôi vị.

## Diễn viên lồng tiếng
- Dave Foley vai Flik, một con kiến và là nhà sáng chế
- Kevin Spacey vai Hopper, thủ lĩnh của băng đảng châu chấu
- Julia Louis-Dreyfus vai công chúa Atta, nữ hoàng tương lai của tổ kiến
- Hayden Panettiere vai Dot, em gái của công chúa Atta
- Phyllis Diller vai nữ hoàng, thủ lĩnh của tổ kiến
- Richard Kind vai Molt, em trai của Hopper
- David Hyde Pierce vai Slim, một con bọ que và là bạn của Francis và Heimlich
- Joe Ranft vai Heimlich, một con sâu bướm béo tròn gốc Đức luôn mong muốn trở thành bươm bướm
- Denis Leary vai Francis, một con bọ rùa nóng tính luôn bị nhầm là nữ
- Jonathan Harris vai Manny, một con bọ ngựa cầu nguyện, ảo thuật gia trong gánh xiếc của P.T. Flea
- Madeline Kahn vai Gypsy, một con bướm đêm Gypsy, vợ và trợ lý của Manny
- Bonnie Hunt vai Rosie, một con nhện góa phụ đen, là người chỉ đạo Dim
- Mike McShane vai Tuck và Roll, cặp bọ Armadillidiidae sinh đôi đến từ Hungary
- John Ratzenberger vai P.T. Flea, một con bọ chét và là chủ của gánh xiếc
- Brad Garrett vai Dim, một con kiến vương chuyên chơi bản nhạc Ferocious Beast trong các màn biểu diễn của gánh xiếc
- Roddy McDowall vai Mr. Soil, một diễn viên kịch trong tổ kiến Đây là bộ phim cuối cùng của McDowall trước khi ông qua đời vào tháng 10 năm 1998
- Edie McClurg vai Dr. Flora, bác sĩ của tổ kiến
- Alex Rocco vai Thorny, trợ lý của công chúa Atta
- David Ossman vai Cornelius, một con kiến già
- David Lander vai Thumper, một con châu chấu hoang, là vật nuôi của Hopper
- Rodger Bumpass vai Muỗi Harry
- Ashley Tisdale vai Daisy, con kiến đầu đàn của xứ Blueberry Scouts, một đàn kiến con mà Dot thuộc về
- Jan Rabson và Carlos Alazraqui vai Axle và Loco, bộ đôi châu chấu đến từ đoàn của Hopper
- Bob Bergen vai Aphie, rệp vừng cưng của nữ hoàng
- Jack Angel vai  
  - Anh em ruồi, bộ ba ruồi có mối hận thù sâu sắc với một số con bọ trong rạp xiếc (đặc biệt là một con bọ rùa đực tên là Francis, người mà chúng gọi nó là con gái)
  - Thud, ruồi trâu vệ sĩ của anh em ruồi

## Âm nhạc
Album nhạc phim được sản xuất và phát hành và ngày 27 tháng 10 năm 1998 bởi Walt Disney Records. Bản nhạc đầu tiên trong album là một ca khúc có tên "The Time of Your Life" được sáng tác và trình bày bởi Newman, trong khi 19 bản nhạc còn lại là nhạc không lời được chơi bởi dàn nhạc giao hưởng. Album này không còn được sản xuất dưới dạng đĩa CD nữa nhưng vẫn được phát hành dưới dạng kỹ thuật số trên iTunes. Tổng thời gian của album là 47 phút 32 giây. Trên thang điểm 5 sao, Allmusic, Empire Online, và Film Tracks đánh giá album 3 sao. Movie Wave đánh giá 4 sao rưỡi. Phần nhạc nền chiến thắng một giải Grammy Award cho nhạc nền sử dụng trong sản phẩm truyền thông thị giác xuất sắc nhất.

## Phát hành
A Bug's Life được phát hành tại Bắc Mỹ vào ngày 25 tháng 11 năm 1998, đi kèm với Geri's Game, một phim hoạt hình ngắn được Pixar sản xuất vào năm 1997, 1 năm trước khi bộ phim được ra mắt.

### Phát hành băng đĩa
A Bug's Life được phát hành dưới định dạng VHS và DVD vào 20 tháng 4 năm 1999. Vào ngày 27 tháng 5 năm 2003, một phiên bản DVD mới gồm 2 đĩa được ra mắt. Phiên bản DVD này được chỉnh sửa lại toàn bộ phần âm thanh và có thêm nhiều nội dung mới. Ngày 19 tháng 5 năm 2009, bộ phim được phát hành dưới định dạng Blu-ray.

### Trò chơi điện tử
Một trò chơi dựa trên bộ phim, được phát triển bởi Traveller's Tales và Tiertex Design Studios, phát hành bởi Sony Computer Entertainment, Disney Interactive, THQ và Activision cho nhiều nền tảng khác nhau. Cốt truyện của game tương đồng với bộ phim, với một số ít thay đổi. Mặc dù vậy, không giống như bộ phim, trò chơi nhận được những phản hồi trung bình và tiêu cực. Trang web tổng hợp đánh giá GameRankings cho điểm phiên bản Nintendo 64 54.40%, phiên bản PlayStation 51.90%  và phiên bản Game Boy Color 36.63%. GameSpot cho điểm phiên bản PlayStation 2.7/10, bình luận rằng "rõ ràng là Disney cảm thấy hứng thú với việc sản xuất một quảng cáo trị giá 40 triệu đô cho bộ phim của họ hơn là phát triển một trò chơi điện tử có thể chơi được". IGN đánh giá phiên bản Nintendo 64 với điểm số 6.8/10, khen ngợi phần hình ảnh và âm thanh với nhận xét "Trò chơi có sự lạc quan, vui vẻ rất giống với bộ phim cùng tên với những giai điệu vui vẻ, hạnh phúc và hiệu ứng âm thanh mạnh mẽ", nhưng đồng thời chỉ trích chế độ chơi và phần điều khiển trong game là chậm chạp với tỷ lệ khung hình thấp và cơ chế chơi đầy mệt mỏi. Họ cho điểm phiên bản PlayStation 4/10, chỉ trích chế độ chơi game chậm chạp và kỳ quặc nhưng đánh giá cao phần hình ảnh có tính điện ảnh.

### Công viên giải trí
A Bug's Land là một khu vực nằm trong Disney California Adventure được lấy cảm hứng từ A Bug's Life. Một trong những điểm tham quan chính là tiết mục trình diễn 3D It's Tough to Be a Bug! ở Disney's Animal Kingdom. Chương trình buổi tối World of Color tại Disney California Adventure có sự tham gia của Heimlich, chú sâu bướm trong phim.